# Jakarta (zespół muzyczny)
Jakarta – jugosłowiański zespół rockowo-nowofalowy.

## Historia
Zespół powstał w 1981 roku w Belgradzie. Pierwotny skład grupy tworzyli: Igor Popović (wokal), Jane Parđovski (gitara), Rade Bulatović (gitara basowa), Miloš Petrović (keyboard) i Ivan Fece (perkusja). Zespół wydał swój pierwszy krążek Maske za dvoje w 1984 roku. Drugi album Bomba u grudima pojawił się w 1986 roku przy współpracy z nowym perkusistą Miroslavem Karloviciem. Krążek został źle oceniony przez krytykę, co przyczyniło się do rozpadu grupy.

## Dyskografia

### Albumy studyjne
- Maske za dvoje (PGP RTB, 1984)
- Bomba u grudima (PGP RTB, 1986)

### Single
- Amerika / Put u bajano (PGP RTB, 1983)
- Spiritus / Problem (PGP RTB, 1984)
- Osvojiću svet / Osvojiću svet - Instrumental (PGP RTB, 1985)